# 捨身技
捨身技（すてみわざ）は、柔道の投技の分類の一つ。自ら倒れ込みながら（『体（たい）を捨てる』、という）、その勢いを使って投げる技。
講道館の分類では倒れ込む方向によって真捨身技（ますてみわざ）と横捨身技（よこすてみわざ）の二つに分けるのが正式であるが、まとめて捨身技とされることも多いため、この項でもそのように扱う。

## 真捨身技

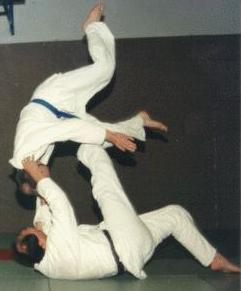
巴投

自分の体をほぼ真後ろの方向に倒して投げる捨身技。下記の5本がある。
- 引込返（ひきこみがえし）(Hikkomi gaeshi )
- 隅返（すみがえし）(Sumi gaeshi)
- 巴投（ともえなげ）(Tomoe Nage)
- 俵返（たわらがえし）(Tawara gaeshi)
- 裏投（うらなげ）(Ura Nage)

※分類上、真捨身技に含まれる技であっても、横巴投のように横捨身技のように体を横に捨てる変化が開発された技もある。

## 横捨身技
自分の体を左右どちらかの方向に倒して投げる捨身技。下記の15本がある。

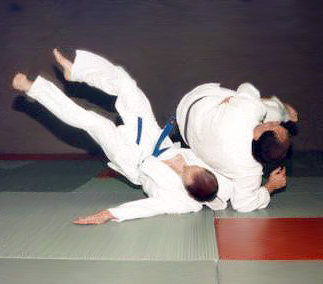
外巻込

- 抱分（だきわかれ）(Daki wakare)
- 谷落（たにおとし）(Tani Otoshi)
- 浮技（うきわざ）(Uki Waza、)
- 横掛（よこがけ）(Yoko gake)
- 横車（よこぐるま）(Yoko Guruma)
- 横落（よこおとし）(Yoko Otoshi)
- 横分（よこわかれ）(Yoko wakare)
- 外巻込（そとまきこみ）(Soto Makikomi)
- 内巻込（うちまきこみ）(Uchi makikomi)
- 跳巻込（はねまきこみ）(Hane Makikomi)
- 払巻込（はらいまきこみ）(Harai makikomi)
- 大外巻込（おおそとまきこみ）(Osoto makikom)
- 内股巻込（うちまたまきこみ）(Uchi mata makikomi)
- 小内巻込（こうちまきこみ） ※講道館では足技の小内刈。

※IJFでは禁止技とされている蟹挟（かにばさみ）(Kani basami)および河津掛（かわづがけ）(Kawazu gake)
は講道館では横捨身技に分類されている。

### 巻込技の分類
1895年(明治28年)に制定された五教の技には『巻込』という言葉の入った技は内巻込と外巻込の二つのみであった。その後、上記の跳巻込や払巻込などが開発され試合でも流行を見せるようになると、これらの巻込技の分類が問題になるようになってきた。主な意見としては「手技や腰技に含めるべき」「捨身技の中に、新たに巻込技という小分類を作ってそこに含めるべき」「横捨身技に含めるべき」というものであった。様々な議論の中で技のメカニズムが研究されると手技や腰技という意見は支持を失い、「少なくとも捨身技である」という考え方が広がると議論の中心は「『巻込技』という分類名を作るか否か｣という点に移ってきた。

巻込技という分類名を作ることを主張した工藤一三は「捨身技とは、体を仰向けにすることが、所謂、捨てると言うことである。巻込技は、捨てるには違いないが、この技は巻き込む技であり、本質面、理合いが異なるので、別の分類として扱うべきである。」と主張した。しかし、その後講道館内で議論を重ねた結果、創始者である嘉納治五郎が定めた投技の大分類である「手技」「腰技」「足技」「真捨身技」「横捨身技」の体系を崩すことへの抵抗感から、新たな分類名を創設することはしないこととし、現在は巻込技は横捨身技に含まれるという見解で統一されている。

## 捨身技を掛ける際の注意
捨身技は自ら背中を着きながら倒れ込む技が多いため、審判にとって自らの捨身技で倒れたのか、それとも、相手の技で倒れたのか判別しにくいケースが往々にしてある。そういった審判の誤解によって相手にポイントが入ることを防ぐため、技を仕掛ける際にしっかりと発声し自らの技であることをアピールすることも必要である。また、倒れ込むタイミングが読まれ、小内刈や大内刈などの後ろに倒す技で合わされると簡単に相手にポイントを与えることになる。また、寝技で反撃されることも想定されるため、寝技にも自信がないと思い切って掛けることができない。逆に寝技に自信があれば寝勝負に持ち込む手段としても有効である。